# オオカミ少年 (お笑い)
オオカミ少年（オオカミしょうねん）は、吉本興業東京本社（東京吉本）所属のお笑いコンビである。
2003年結成。東京NSC9期生。テレビデビューは2004年の日本テレビ系『松紳』。

## メンバー
- 片岡 正徳（かたおか まさのり、1978年4月13日（47歳） - ）ツッコミ担当。立ち位置は左。

愛知県知多市出身。
青山学院大学卒業。
2016年4月慶應義塾大学大学院システムデザイン・マネジメント研究科入学
2018年3月慶應義塾大学大学院システムデザイン・マネジメント研究科修士課程修了
現在は慶應大学大学院システム・デザインマネジメント研究科SDM研究所研究員として飯能市の地域創生活動にも従事している。
身長：180cm、体重：80kg、B型。
特技：ダンスをしながら二桁暗算ができる。イイ話を600個持つ。
探偵免許を所持し、探偵事務所を経営。構成作家としても活動している。
コンビではパンクブーブーと仲良いが、片岡個人では、南海キャンディーズの山里亮太と仲が良く、山里軍団の構成員の1人として名を連ねている。
芸能界の伝説や名言、ゴシップネタ、都市伝説を集めるのが趣味で、テレビでピンで出演した際にその知識を披露することがあり、レジェンドトークを600個あまり持つ。「片岡スポーツ」と題したスクラップブックも持っている。
現在、フットボールアワー後藤率いる”太陽の塔”に所属。
NON STYLE井上率いる”アイカンパニー”にも所属している。
2017年12月大塚ドリームSHOWというエンタメ集団を立ち上げ、2018年12月1周年記念2000人公演を成功させた。現在、エグゼクティブプロデューサーとして更なる目標を掲げている。
世界、日本のパワースポットを回るのを趣味としている。
『オオカミ少年のおしゃべりレストラン』というトークライブを毎月行い、回数は100回を超えている。毎月満員御礼である。
三国志をこよなく愛し人生のバイブルと豪語している。
慶應義塾大学大学院での研究がスタンフォード大学の教授に認められ、世界的研究誌「Emotional Engineering, Vol.7」に論文を寄稿している。
- 浜口 裕章（はまぐち ひろあき、1978年9月3日（46歳） - ）ボケ担当。立ち位置は右。

愛知県知多市出身。
愛知県立知多東高等学校卒業。
身長：169cm、体重：61kg、A型。
特技：頭の上にペットボトルをのせ指立て伏せができる。30秒以内に似顔絵を描ける。
漫画など絵を描く事が得意。
スタジオジブリ製作の映画の名シーンをすべて暗記しているという。パンクブーブー率いる「華無会（実力はあるが容姿の点で損をしている芸人たちのグループ）」のメンバーであり、彼らから可愛がられている。浜口はブログでパンクブーブーについて、「いつまでも優しいお二人」と語っており、また「尊敬している」とも述べている。

## 経歴
- NSC入学以前はズームリパブリック、ワタナベエンターテインメントに所属していた。ズームリパブリック時代はトリオ「ラスベガス」として活動していたが、メンバーの1人が脱退。その後現在のメンバーで活動を開始しワタナベ→吉本へと移籍した。そのため、芸歴自体はNSCで同期の芸人より長い。
- NSC在学中には、M-1グランプリ2003準決勝に進出している[2]。NSC在学中の準決勝進出は史上初であり、その後もオリエンタルラジオ、バルチック艦隊しか出ていない。

## 芸風
「声出し練習」と題し学生服姿で時事ネタを応援団風に斬っていくショートコントの芸風。「ドンドン、ドンドンドン、ドンドン、ドンドンドン」と太鼓を叩くような合いの手を入れ、七五調で浜口が普通のよくあるフレーズを、片岡がボケフレーズで毒舌を吐く。
浜口の立場は必ずしもツッコミという訳ではなく、片岡にツッコむパターンと片岡に乗っかるパターンの2パターンがある。
コント前のつかみに、コンビ名にちなんで「○○ができちゃった結婚したんだって」→「はいっ、ウッソー。」などのウソ話をする。また、コントの合間に「ブレイクターイム」と言ってしゃがんでから、ちょっとした手品をして山上兄弟のフレーズをパクって締めたり、『もののけ姫』のモロのモノマネをする事がある。
他には、漫才やミニコントをやる場合もある。その場合は浜口がボケ、片岡がツッコミの場合が多い。ネタは10,000を超える。

## 主な出演番組

### コンビ
- 松紳（日本テレビ系）
- シブスタ S.B.S.T（テレビ東京）
- 学校へ行こう!（TBS系）　「海賊版ミュージシャン」コーナーで男闘呼組の海賊版として出演
- お笑い登龍門（フジテレビ系）
- 爆笑オンエアバトル（NHK）戦績5勝2敗 最高485KB
- アッコにおまかせ!（TBS系）
- 笑っていいとも!（フジテレビ系）「金の卵芸人」として
- インパクト!（フジテレビ系）
- Ya-Ya-yah（テレビ東京）
- 第40回初詣!爆笑ヒットパレード2007（フジテレビ系）
- 爆笑レッドカーペット（フジテレビ系） キャッチコピーは「ホラ吹き応援団」→「叫べ!笑いの応援歌」
- 新春ゴールデンピンクカーペット キャッチコピーは「エールよ届け」
- 爆笑ピンクカーペット キャッチコピーは「叫べ!笑いの応援歌」
- お笑い Dynamite!（TBS系）キャッチコピーは「口撃型応援団」
- 出張!レッドカーペット (フジテレビ)キャッチコピーは「ドン!ドン!学ラン応援団!」
- ハロー!モーニング。（テレビ東京）
- おはスタ（テレビ東京）
- 笑撃60!（TBS系）
- 笑いの金メダル（朝日放送）
- キャナガワ（テレビ神奈川）
- ザ・ミュージックーアワー（TBS系）
- 筑紫哲也 NEWS23（TBS系）
- ラジかるッ（日本テレビ）毎週金曜日レギュラー
- やりすぎコージー（テレビ東京）
- うたばん（TBS系）嵐（松本潤・櫻井翔との各コラボネタ）
- ザ・イロモネア（TBS系）
- 爆問!パワフルフェイス（TBS系）
- One month show(MC:タカアンドトシ)（テレビ朝日）初代チャンピオン
- 東京・超人クラブ （あっ!とおどろく放送局、2011年8月4日）
- 爆問ネタフェイス！（TBS系）3回出演
- さまぁ～ずのキョクタ～ン（TBS系）
- バカソウル（テレビ東京）3回出演
- 『ぷっ』すま（テレビ朝日）
- 千原ジュニアの粋な夜（TBS）
- 時間がある人しか出れないTV（TBS）
- ヤンごとなき！（新潟UX）東京芸人特集2週分、カラオケランキング2週分、新潟住みます芸人オーディション2週分
- ウチのガヤがすみません!（NTV)(探偵芸人として１０回以上出演）
- 有田チルドレン※「学校では教えてくれない」(TBS)企画
- オオカミ少年のなんでも６（群馬テレビ）

#### ラジオ番組
- オオカミ少年B定食（FM群馬）毎週火曜日13時～15時オンエア
- オオカミ少年B定食〓深夜のお夜食〓（FM群馬）
- 久保ミツロウ・能町みね子のオールナイトニッポン（ニッポン放送)
- オオカミ少年＆重野哲之のボクらの世代（FM桐生）
- 山里亮太の不毛な議論（TBSラジオ）
- オオカミ少年＆重野哲之の1978（FM群馬）
- 「新海史子のLINK」(BSN)※１０月から３月末まで月１レギュラー
- オオカミ少年の君こそスターだ！！（渋谷クロスFM）

#### DVD
- EP FILMS

02 ヤクザな死に方
11 知らな過ぎた男
15 立ち上がれ戦火の友よ!
35 修羅のデン

#### ニコニコ動画
- やまだひさしのニコラジ（水、木の1回ずつ出演）
- 超ニコラジ2015 出演

#### 配信番組
- 藤井隆＆ココリコ田中のよしログ（「オオカミ少年の気になるyahooニュース）コーナーレギュラー）

### 片岡単独
- 【バラステ】陸海空地球征服するなんて ラブアース→人間観察恋愛バラエティ ラブアース（2018年 ‐ 2019年7月23日、AbemaTV）
- ディズニー365 CS ディズニーチャンネル及びディズニーXD ディズニー博士カメのウィリーのナレーション
- 人間観察恋愛バラエティ ときめきトラベル（2019年8月6日 - 11月26日、AbemaTV）[3]‐MC

過去
- やりすぎコージー 都市伝説編（テレビ東京）5回出演
- やりすぎコージー ゴシップ芸人1・2（テレビ東京）
- やりすぎコージー 俺の傷（テレビ東京）
- V6新知識階級 クマグス（TBS系） 過去10回出演
- 千原ジュニアの映画制作委員会 CS(チャンネルNECO) 2回出演
- 情報ライブ ミヤネ屋（日本テレビ） 都市伝説特集
- ジャック10（日本テレビ） 過去5回出演 番組が選ぶブレイク芸人第2位獲得
- フジケン CS (EXエンタテイメント) 過去2回出演
- 不可思議探偵団（日本テレビ） 過去2回出演 都市伝説NO1決定戦優勝
- 笑撃!ワンフレーズ（TBS系）
- ディズニー365 CS ディズニーチャンネル及びディズニーXD ディズニー博士カメのウィリーのナレーション 2010年10月～
- 爆問パニックフェイス!（TBS系）
- ジュニアラマタの世界ウィット遺産（TBS系）
- ファミレストーク王決定戦 CS（フジテレビONE TWO NEXT）
- キングコングのあるコトないコト（名古屋テレビ）2回出演
- ザ・トークション（MC:バナナマン）（TBS系）
- 爆問パワフルフェイス!「オオカミ少年片岡のハートフルな１分間イイ話」コーナーレギュラー（TBS系）5回出演
- 人志松本の○○な話（好きなものの話２回出演）（フジテレビ）
- 芸能★BANG+（隔週レギュラー）（日本テレビ）
- よるべん（TBS）3回出演
- 笑っていいとも（フジテレビ）
- 特報!B級ニュースSHOW(テレビ東京)
- 内村とザワつく夜（NON STYLE井上軍団で出演）（TBS系）
- BS吉テレ(BS日本テレビ)
- ウソか本当かわからない　やりすぎ都市伝説放送直前スペシャル(テレビ東京)
- タカトシの涙が止まらナイト（テレビ東京）
- ゴッドタン（テレビ東京）山里軍団で３回出演
- ハックツベリー（テレビ東京）
- WADAIの王国（TBS）
- 話せるスポーツニュース 石井一久にスポヲチ
- ざっくりハイタッチ（テレビ東京）※芸人カードトークに出演
- ニノさん（NTV）２回出演
- 学生HEROES（テレビ朝日）２回出演
- ナカイの窓（NTV）山里を知る人SP
- 体育会TV（TBS）※ラグビー芸能人
- ジャンポリス（テレビ東京）２回出演
- 芸人報道（NTV）
- 博多華丸のもらい酒みなと旅２（テレビ東京）ゲスト出演
- ヤンごとなき!（新潟UX）
- メッセンジャーの〇〇は大丈夫なのか?（MBS）
- ヤンごとなき! 準レギュラー(新潟UX) 毎週木曜日24時20分～24時50分
- DO?DO?BOON!!! 準レギュラー(新潟UX) 毎週土曜日11時30分～11時45分
- 陸海空 こんな時間に地球征服するなんて （テレビ朝日）

#### ニコニコ動画
- 天津のGW横断96時間ニコニコ生放送!

#### ナレーション
- ディズニー365 DisneyChannelDisneyXD

ディズニー博士ウィリー（亀）のナレーション担当

#### ラジオ番組
- RADIPEDIA（J-WAVE）2回出演
- シゲゴリのwktkラヂオ学園第一回都市伝説王チャンピオン（NHKラジオ）5回出演
- アポロン(東京FM)
- オオカミ少年の君こそスターだ！！（渋谷クロスFM）毎週金曜日16時～16時50分
- NON STYLE井上の渋谷ジャック（渋谷クロスFM）毎週日曜日15時～15時50分

#### DVD
- やりすぎコージーDVD 13 ウソかホントかわからない やりすぎ都市伝説 第4章
- やりすぎコージーDVD 27 ウソかホントかわからないやりすぎ都市伝説 第7章 社会の裏側SP・芸能界編
- タカアンドトシDVD 勝手に!M-1グランプリ

#### 配信番組
- Ameba Fresh!芸能人観察バラエティ 見ちゃダメ～ NON STYLE井上の合コン生中継送 （月1放送）

#### 連載
- ダイヤモンドオンライン「あなたの隣に詐欺師がいます。」

#### 構成作家
- 笑神様は突然に…(日本テレビ)
- シモネタGP（AbemaTV）
- アメージパング！（TBS）
- 歌ネタゴングSHOW 爆笑!ターンテーブル（TBS）
- 審査員長・松本人志（TBS）
- V6の愛なんだ2020（TBS）
- 学校へ行こう!（TBS）
- イキスギさんについてった（TBS）
- NON STYLE井上のバズらせJAPAN
- もにゅそで地方創生応援バズらせ隊

過去
- 爆問パニックフェイス! 2010年10月～
- 爆問パワフルフェイス! 2011年4月～
- ナカイの窓 芸能人100人集結!年収&恋愛&私生活一斉調査(日本テレビ)
- バイキング（フジテレビ）金曜担当
- 内村てらす（日本テレビ）
- ヤンごとなき!（新潟UX）
- クイズ パブリシティ バラエティー Qちゃん（新潟UX）
- 明石家地下王国（TBS）特番
- 明石家さんまの新春！めっかっちゃった大賞（TBS）
- 我が家の勇者！大冒険（TBS）
- トコロ変わればスゴイ人（TBS）
- トップを狙わない店～1ヵ月おじゃまシマス（フジテレビ）

- 千原ジュニアの粋な夜（TBS）
- クイズパブリシティバラエティーQちゃん春のスペシャル（新潟UX）
- はじめまして、自分。（TBS）
- ビートたけしのいかがなもの会（テレビ朝日）
- そっくりツイートGP 似すぎてジワる（TBS）
- ハマる!動画テイスティングTV コスループ（日本テレビ）
- UTAGE!（TBS）

### 浜口単独
- 漫画大衆1月号（双葉社）浜口のみ『芸人紙上M-1（マンガ-1）グランプリ』準グランプリ
- ものまねグランプリ（日本テレビ） つるの剛士のモノマネ
- HEY!HEY!HEY! MUSIC CHAMP（CX系）ゲストはつるの剛士の際VTRにて出演
- 笑っていいとも（フジテレビ）
- 特捜警察ジャンポリス（テレビ東京）不定期出演、漫画家デビューを果たす